# Атдабанский ярус
| Кембрийский период в ОСШ (Россия) Деление по состоянию на март 2024 года |         |              |                       |
| система                                                                  | отдел   | ярус / век   | Ниж. граница, млн лет |
| Ордовик                                                                  | Нижний  | Тремадокский | 485,4±1,9             |
| Кембрий                                                                  | Верхний | Батырбайский | ?                     |
| Кембрий                                                                  | Верхний | Аксайский    | ?                     |
| Кембрий                                                                  | Верхний | Сакский      | ~497                  |
| Кембрий                                                                  | Средний | Аюсокканский | 500                   |
| Кембрий                                                                  | Средний | Майский      | ~504,5                |
| Кембрий                                                                  | Средний | Амгинский    | 509                   |
| Кембрий                                                                  | Нижний  | Тойонский    | ?                     |
| Кембрий                                                                  | Нижний  | Ботомский    | ?                     |
| Кембрий                                                                  | Нижний  | Атдабанский  | ?                     |
| Кембрий                                                                  | Нижний  | Томмотский   | 535±1                 |
| Венд                                                                     | Верхний | Верхний      | больше                |

Атдабанский ярус (англ. Atdabanian Stage) — второй ярус нижнего отдела кембрийской системы в Общей стратиграфической шкале (ОСШ) России. Охватывает породы, сформировавшиеся в атдабанский век раннего кембрийского периода. Располагается над томмотским ярусом и перекрывается ботомским ярусом. Соответствует ярусу 3 отдела 2 в Междануродной стратиграфической шкале (МСШ).
Название, данное в честь села Атдабан на реке Лена в восточной Сибири, предложили Журавлёва И. Т. и коллеги в 1969 году.
Нижняя граница соответствует началу трилобитовой зоны Profallotaspis jakutensis и археоциатовой зоны Leptosocyathus polyseptus — Retecoscinus zegebarti.

## Определение
Существует возможность сопоставления нижней границы (подошвы) атдабанского яруса с нижней границей яруса 3 в МСШ по первому появлению трилобитов. Однако в разных регионах трилобиты появляются на разных стратиграфических уровнях. Для корреляции яруса 3 и атдабанского яруса также предлагается использовать вид микрофауны Mobergella radiolata, географически распространённого шире, чем любые ранние трилобиты. На основе таксономического состава археоциат и трилобитов атдабанский ярус коррелируется с иссендалейским и оветским ярусами из региональных шкал Марокко и Иберийского полуострова соответственно. Атдабанский ярус может частично соответствовать и ярусу 4 в МСШ в зависимости от тех или иных видов трилобитов, чьё первое появление предлагается различными авторами для определения нижней границы яруса.

## Органический мир
В атдабанских отложениях обнаружены палеосколециды вида Wronascolex lubovae — древнейшие из представленных в Чекуровской антиклинали в Якутии, а также Hadimopanella knappologica из Сибирской платформы.